# Jens Locher
Jens Thilson Locher, född 10 mars 1889 i Köpenhamn, död 22 juni 1952, var en dansk journalist och författare.
Locher var son till målaren Carl Locher och bror till skulptören Axel Locher. Han blev student 1907 och cand. phil. 1908, började 1909 sin journalistiska bana och skrev i många år för "de Ferslewske Blade". Han var direktör för Nordisk Film 1927-1928, och blev därefter chefredaktör på Berlingske Tidende.
Locher skrev många lustspel och farser, däribland Den sørgmuntre Barber (1924) och Kanolle (1925), och fick framgångar både inom och utom landet. 1929 startade han radioserien Familien Hansen.
6 augusti 1943 hade Jens Lochers pjäs På tre man hand (Tre må man være) norsk premiär på Centralteatret i Oslo och 24 januari 1946 svensk premiär på Nya Teatern i Stockholm.

## Filmmanus
- 1920 – Skomakarprinsen
- 1949 – Den stjaalne minister